# Tanda (Wybrzeże Kości Słoniowej)
Tanda – miasto w Wybrzeżu Kości Słoniowej, w dystrykcie Zanzan, w regionie Gontougo, w departamencie Tanda.